# Марьян
Марьян — река в России, протекает по территории Белебеевского и Ермекеевского районов Башкортостана.

## География и гидрология
Устье реки находится в 28 км по правому берегу реки Стивинзя. Длина реки составляет 15 км, площадь водосборного бассейна — 65 км².
На реке расположены населённые пункты — Елизаветино, Михайловский, Райманово. На левобережном притоке Марьянке расположено село Малоалександровка.

## Данные водного реестра
По данным государственного водного реестра России относится к Камскому бассейновому округу, водохозяйственный участок реки — Ик от истока и до устья, речной подбассейн реки — бассейны притоков Камы до впадения Белой. Речной бассейн реки — Кама.
Код объекта в государственном водном реестре — 10010101312111100028039.